# Канал річки Молочної
Канал річки Молочної — канал, прокладений на схід від річки Молочної між містом Мелітополем і селом Костянтинівкою.

## Опис
Канал відділяється від Молочної на південно-західній околиці села Вознесенка і протікає приблизно за 500 м на схід від річки уздовж західної межі села Костянтинівка. На південно-західній околиці Костянтинівки знову з'єднується з Молочною. Ширина каналу 10 м, глибина 1,4 м, грунт — в'язкий. Через канал перекинуто 2 залізобетонні мости:
- Міст, через який проходить автошлях М14, продовження мелітопольської Інтеркультурної вулиці. Ширина мосту — 13 м.
- Міст, через який проходить грунтова дорога, що з'єднує селища у Мелітопольському районі Піщане з Костянтинівкою, продовження мелітопольської вулиці Михайла Оратовського. Ширина мосту — 6 м[1].

## Історія
Канал на схід від русла річки Молочної був проритий ще до революції. У роки війни південна частина каналу вже перебувала приблизно там же, де і зараз, а північна частина каналу ще була відсутня. До 1985 року канал уже повністю протікав своїм нинішнім руслом.

## Екологія
Протягом 2005—2010 років канал практично не працював на скидання води, що під час дощів призводило до підтоплень в Костянтинівці. В останні роки плануються роботи з розчищення каналу.

## Галерея

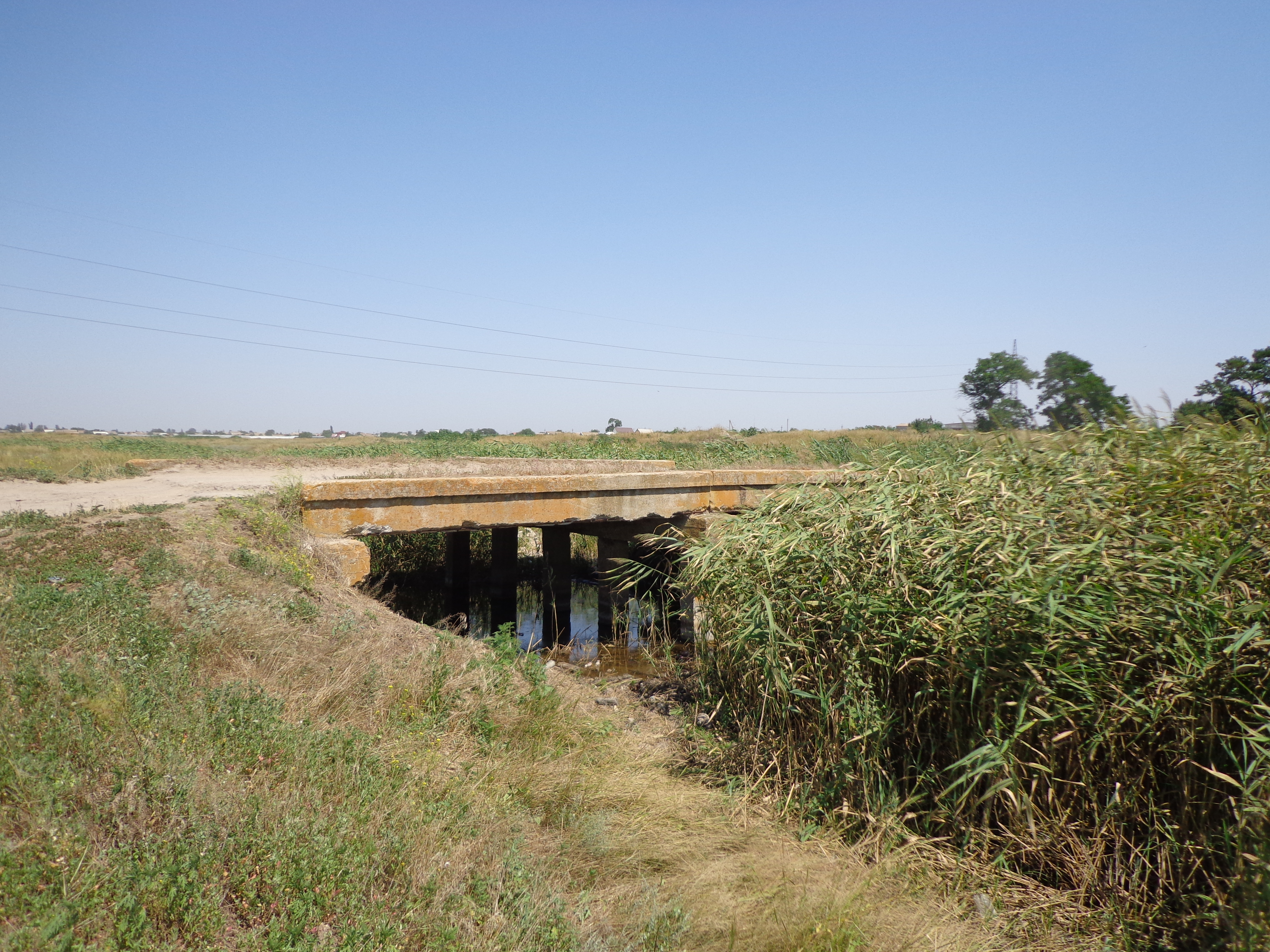
Міст на продовженні вулиці Михайла Оратовського
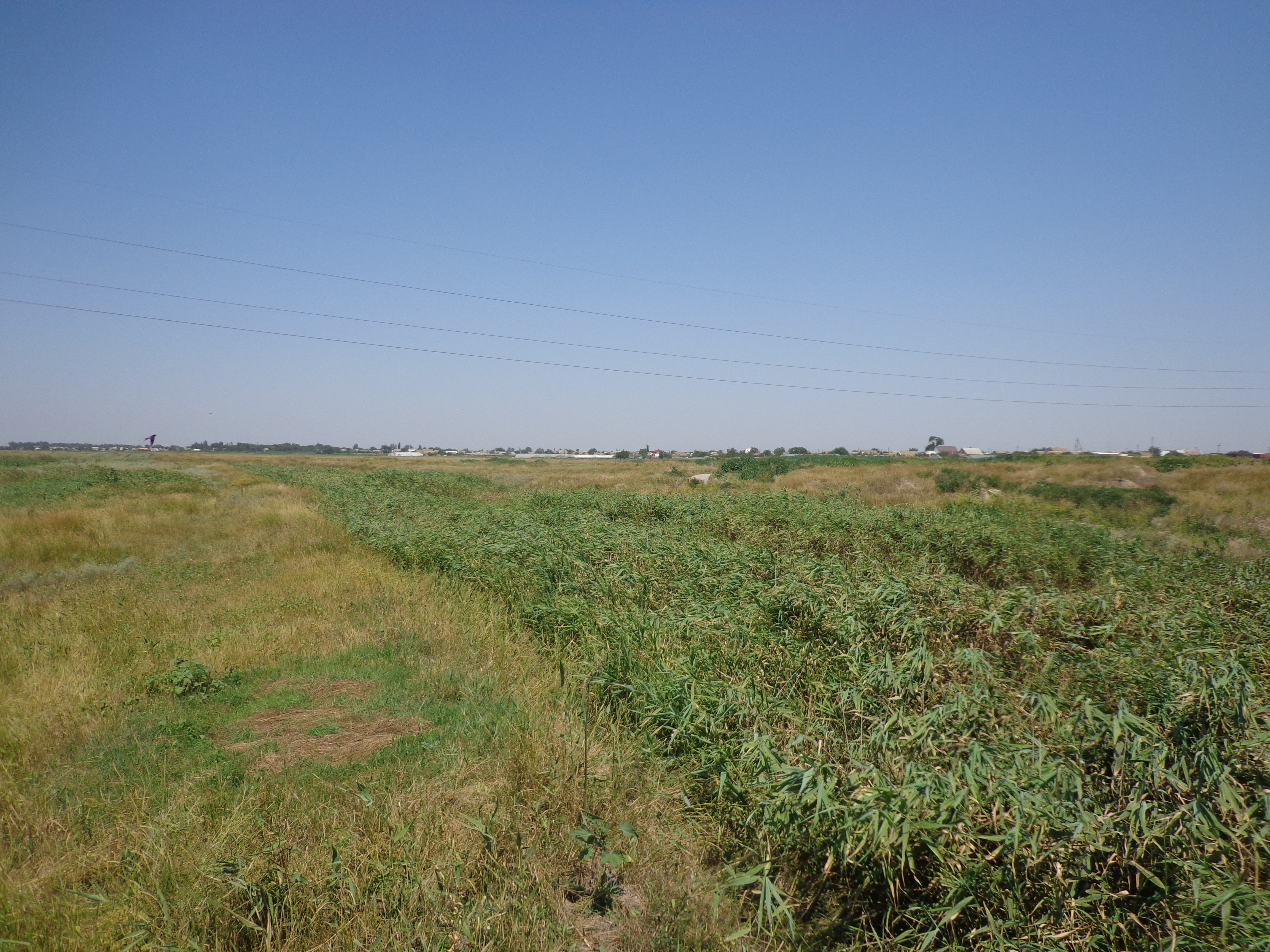
Вигляд на канал з мосту